# Ștefan Roșian
Ștefan Roșian sau Ștefan Roșianu (n. 1 august 1867, Băgău, comitatul Alba – d. 23 decembrie 1937, București ) a fost un preot român unit, profesor și deputat în Marea Adunare Națională de la Alba Iulia, organismul legislativ reprezentativ al „tuturor românilor din Transilvania, Banat și Țara Ungurească”, cel care a adoptat hotărârea privind Unirea Transilvaniei cu România, la 1 decembrie 1918.:p. 77

## Biografie
În anul 1899 a fost hirotonit preot. A activat ca profesor și publicist în Blaj.

## Activitate politică
A fost delegat la Marea Adunare Națională de la Alba Iulia din 18 noiembrie/ 1 decembrie 1918 în calitatea de reprezentant al Cercului Murăș-Uioara, județul Alba.